# Ferdinand Lot

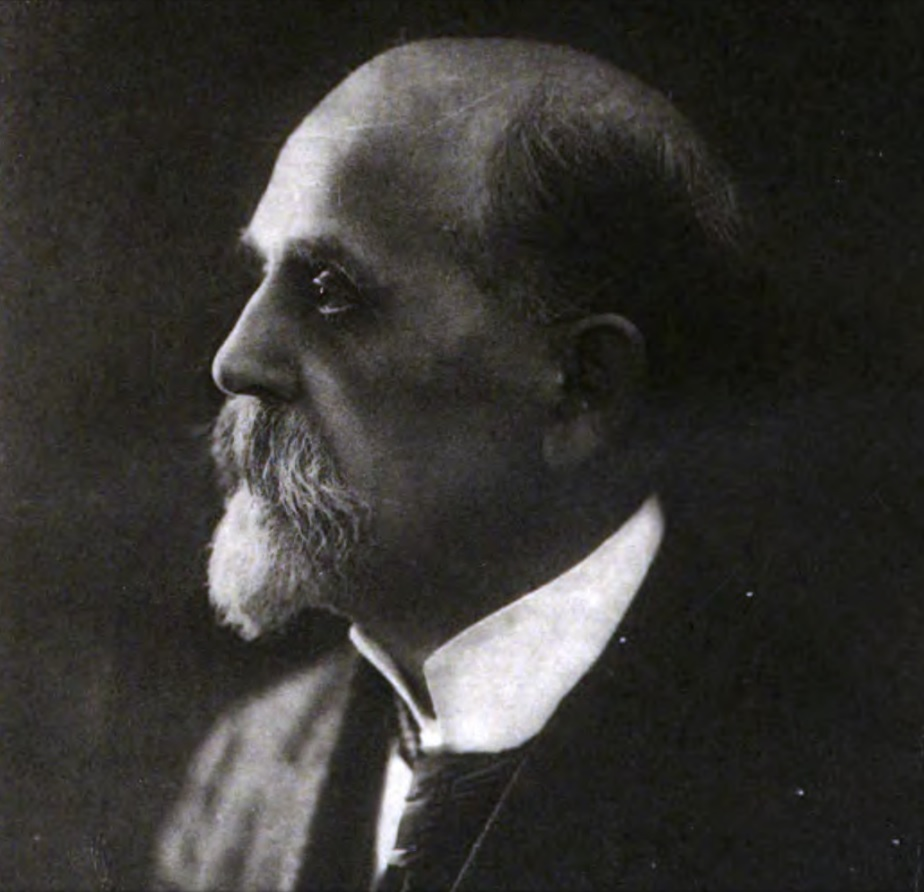
Ferdinand Lot in 1925

Ferdinand Lot (Parijs, 20 september 1866 - aldaar, 20 juli 1952) was een Frans historicus, hoogleraar aan de Sorbonne en lid van het Institut de France van de Académie des inscriptions et belles-lettres.
Lot stond bekend als een uitnemende kenner van de ondergang van het Romeinse Rijk en van de geschiedenis der vroegere middeleeuwen. Zijn geschriften kenmerken zich door de heldere wijze waarop ze zijn geschreven en zijn ook voor niet-historici zeer toegankelijk. 

## Werken
- Les invasions germaniques: la pénétration mutuelle du monde barbare et du monde romain, Paris, Payot, 1935 (vertaald als: De Germaansche Invasies, De versmelting van de Barbaarsche en Romeinsche wereld, Den Haag, Boucher, 1939)
- La France, des origines à la guerre de cent ans, Paris, Gallimard, 1941 (online versie)
- La Gaule, Les fondements ethniques, sociaux et politiques de la nation française, Paris, Fayard, 1947 (online versie)
- La fin du monde antique et le début du moyen âge, Paris, Albin Michel, 1968 (1e druk: 1927)